# Fokker F.28 Fellowship
Fokker F.28 Fellowship je nizozemský dvoumotorový proudový dopravní dolnoplošník s příďovým zatahovacím podvozkem.

## Vznik a vývoj

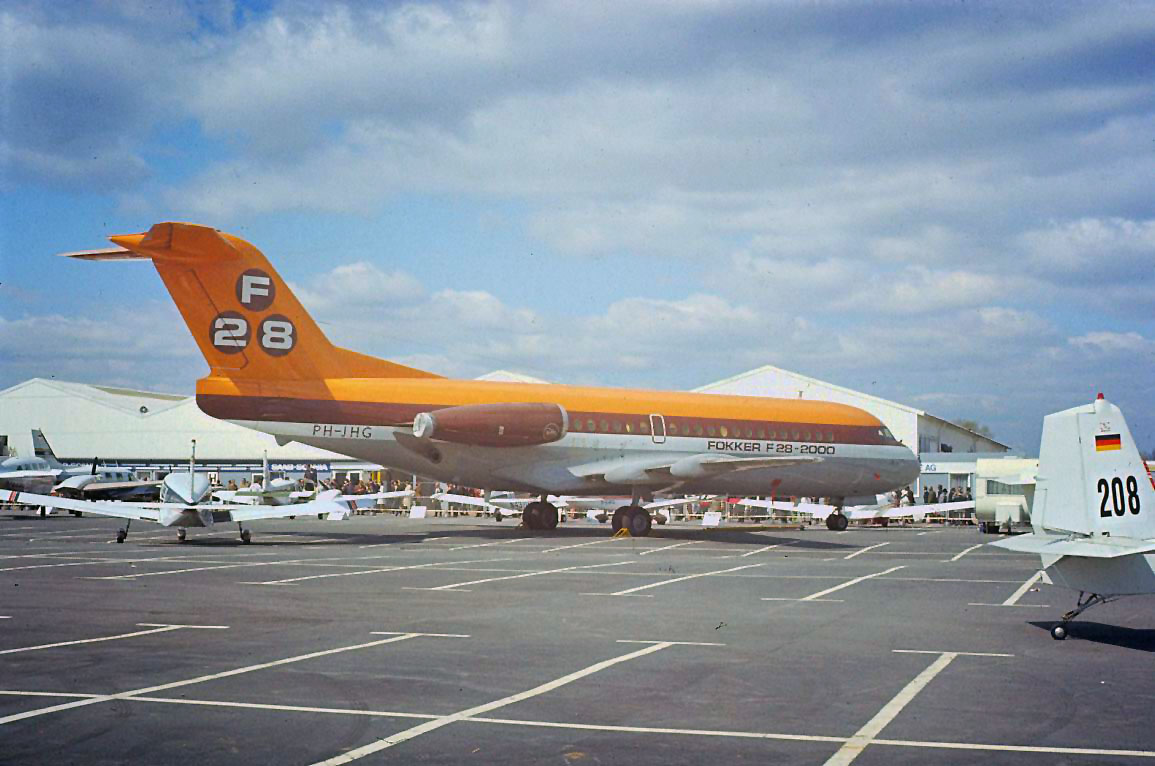
Prototyp letounu Fokker F.28-2000 (PH-JHG) přestavěný z prvního prototypu F.28-1000

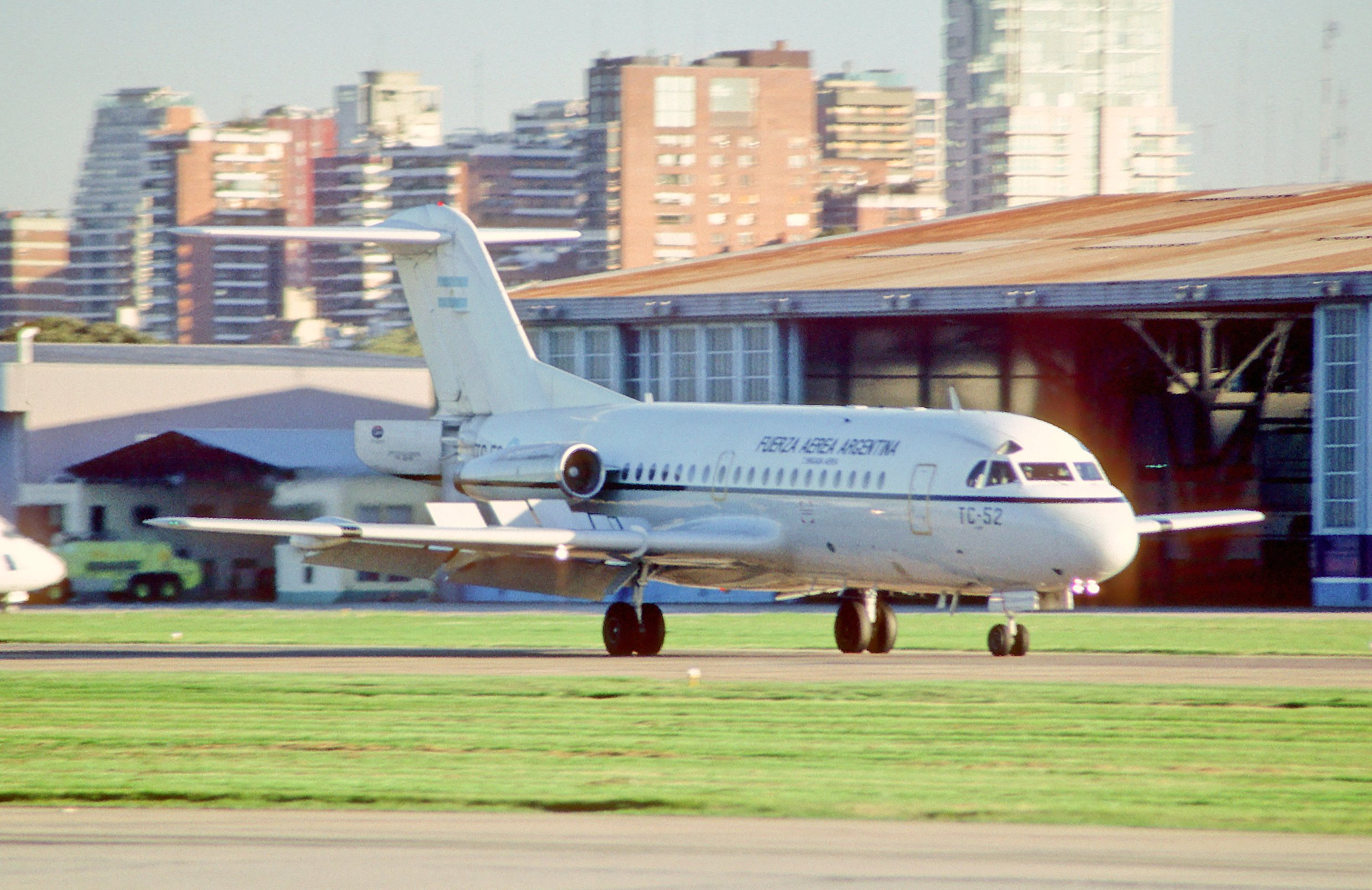
Fokker F.28-1000C Fellowship (TC-52, Fuerza Aérea Argentina) s otevřenou odštěpnou brzdicí klapkou na konci trupu

Koncept dopravního letounu F.28 pro 50 až 75 pasažérů vznikal v konstrukční kanceláři Fokker od roku 1962.
Původně byly k pohonu nového stroje vybrány dvouproudové pohonné jednotky Bristol Siddeley BS-75, avšak zahájení jejich sériové výroby bylo opožděno. Následně proto byla za pohon F.28 zvolena dvojice proudových motorů Rolls-Royce Spey RB-183-1 s maximálním tahem 43,78 kN umístěná na bocích zádě trupu. Veřejnosti byl F.28 předveden v podobě modelu již v dubnu 1962 na veletrhu v Hannoveru. Krátce poté byla přímá nosná plocha konstrukčně upravena a obdržela šíp 16°.
Před zahájením výroby F.28 v roce 1964 se Fokker snažil do výrobního týmu začlenit i zahraniční letecké výrobce. Britská společnost Short se podílela na vývoji a produkci vnějších částí nosných ploch, německé firmy Hamburger Flugzeugbau a Weser Flugzeugbau vyráběly přední a zadní části trupu, ocasní plochy a gondoly motorů. Fokker v Amsterdamu vyráběl příď trupu s kokpitem, střední část trupu, centroplán a zajišťoval finální kompletaci strojů.
Po reorganizaci německých firem bylo v květnu 1969 založeno sdružení Zentralgesellschaft VFW-Fokker GmbH, které nadále zajišťovalo výrobu tohoto typu.
První prototyp F.28-1000 (výr. č. 11001, imatrikulace PH-JHG) s kapacitou až 63 cestujících byl zalétán 9. května 1967, druhý (11002, PH-WEV) 3. srpna a poslední třetí prototyp (11003, PH-MOL) 20. října téhož roku.
Prodej první verze F.28-1000 nebyl v konkurenci typů Boeing 737 a Douglas DC-9 příliš úspěšný. S obtížemi bylo prodáno 97 kusů včetně F.28-1000C s rozměrnými nákladními vraty na levém boku trupu před křídlem pro smíšenou dopravu osob a nákladu. Prvními zákazníky Fellowshipu se stal dopravce LTU z tehdejší NSR a indonéská letecká společnost Garuda Indonesia, která převzala 11 letounů.
28. dubna 1971 byla zalétána verze F.28-2000 s trupem prodlouženým o 2,21 m s maximální kapacitou 79 cestujících. Celkem však bylo vyrobeno pouze 10 letounů.
Dne 20. října 1976 byl proveden premiérový let varianty F.28-4000 (11111, PH-EXZ),
poháněný motory Spey 555-15P o tahu 44,3 kN k dopravě 85 pasažérů. Tyto výkonnější pohonné jednotky měly první stupeň turbíny chlazený vodním filmem, čímž se zvýšila životnost a snížila spotřeba paliva. K zákazníkům „čtyřtisícovky“ patřily například dopravci Air Ivoire, nebo Burma Airways. Celkem bylo prodáno 24 kusů.
V létě 1972 byla zahájena výroba verze F.28-6000, jejíž první exemplář (opět překonstruovaný PH-JHG) vykonal úvodní let 27. srpna 1973. Od předešlých verzí se odlišovala zesílenou konstrukcí, slotem na náběžné hraně křídla pro zkrácení délky vzletu a přistání, zvětšeným rozpětím o 1,50 m a tlumiči hluku motorů. Pouhé tři kusy byly během propagačního turné v roce 1978 dodány kanadské letecké společnosti Great Lakes Airlines.
Odvozená verze F.28-3000 dosahovala provozních výkonů F.28-4000 s trupem F.28-2000. Odprodáno bylo celkem 19 kusů.[zdroj⁠?!]

## České F.28-4000

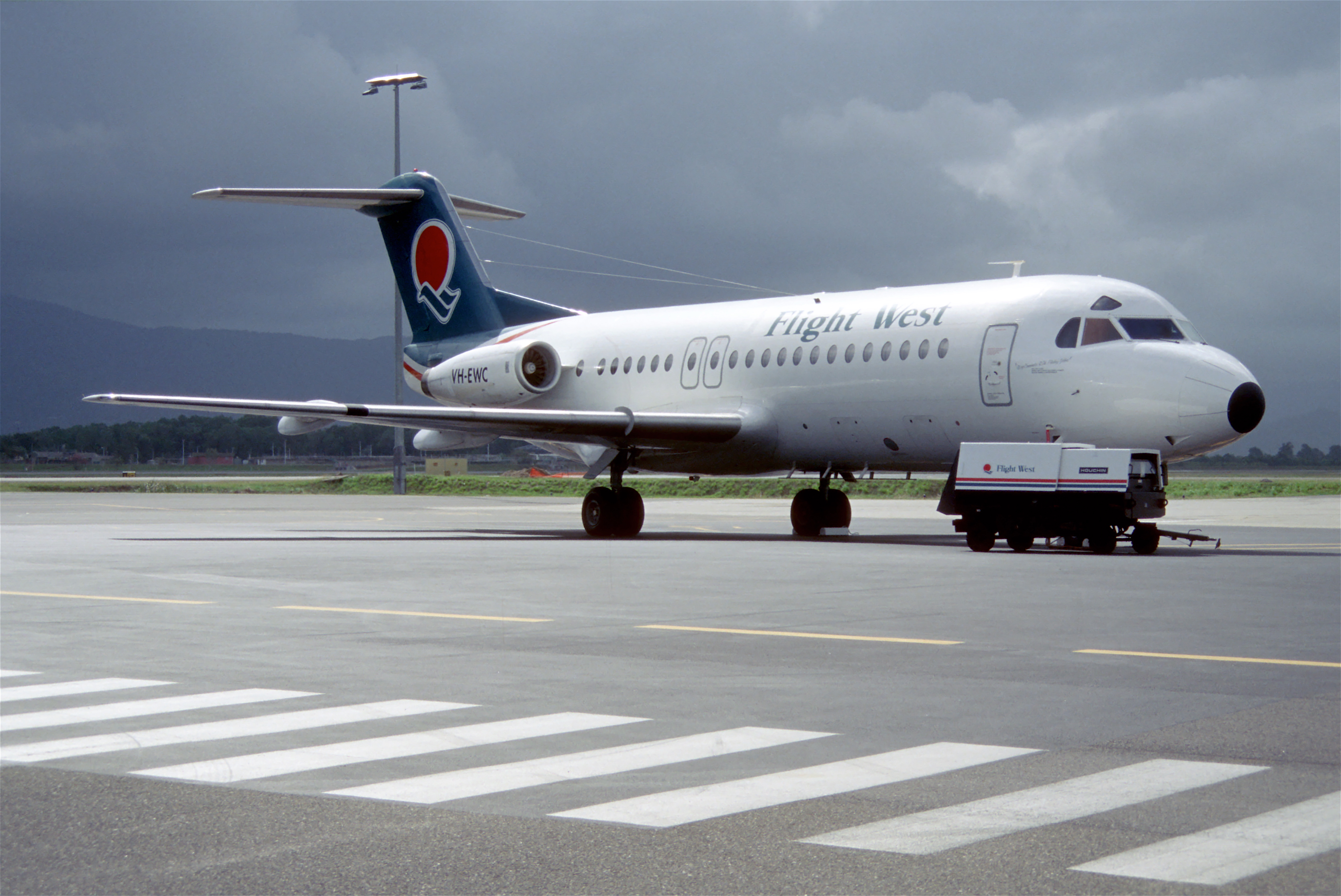
F.28-4000 (VH-EWC, Flight West) v Cairns, 1999

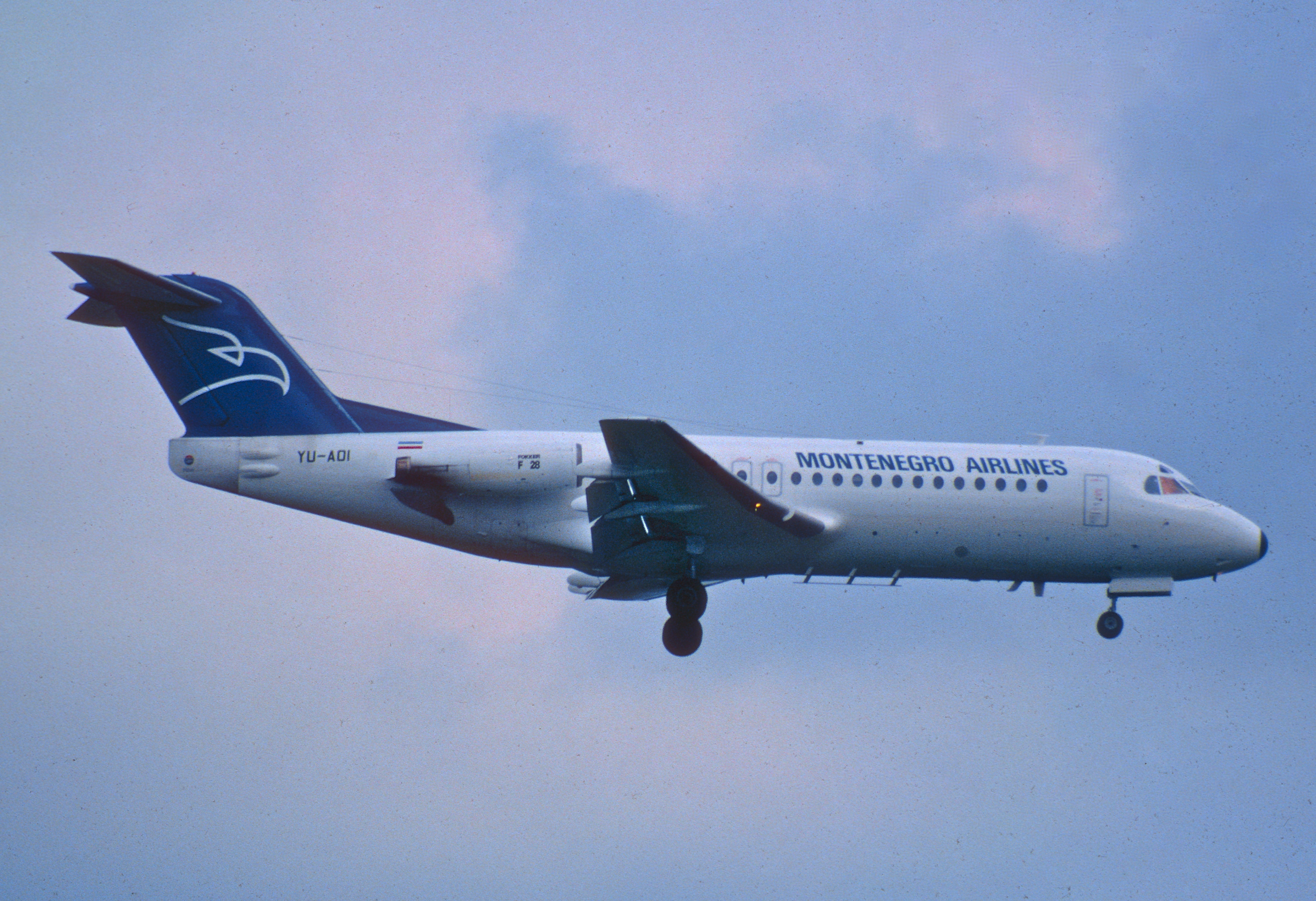
Fokker F.28-4000 Fellowship (YU-AOI, Montenegro Airlines)

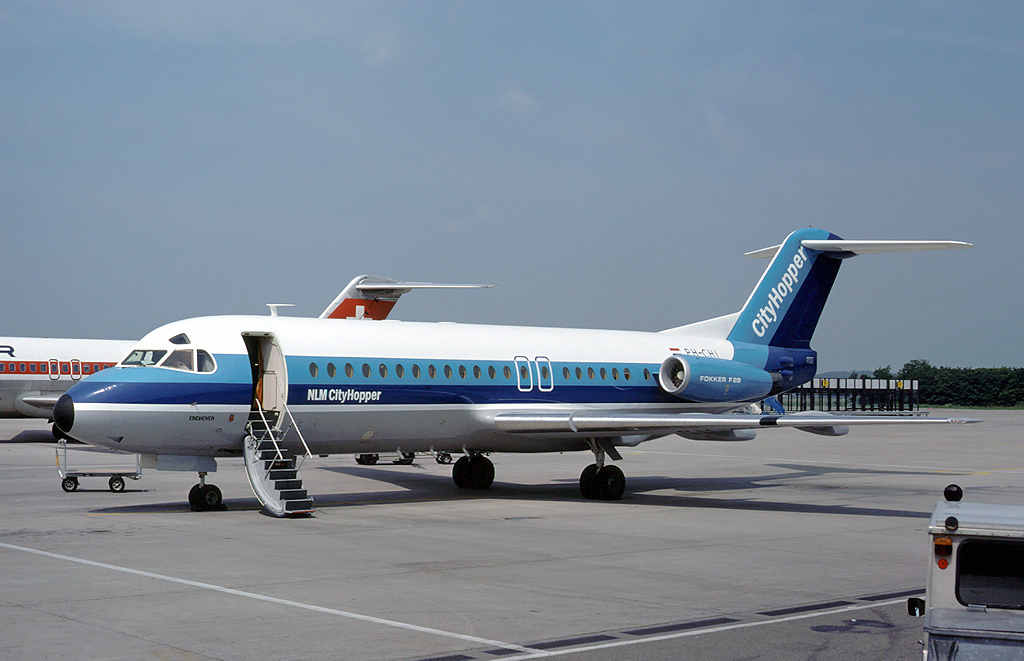
F.28-4000 (PH-CHI, NLM Cityhopper), který se 6. října 1981 zřítil u města Moerdijk

V České republice provozovala dva Fellowshipy letecká společnost Air Ostrava. První z nich byl zalétán 30. října 1978 s tovární značkou PH-EXT a 7. prosince téhož roku dodán regionálnímu dopravci NLM Cityhopper (11138, PH-CHB, „Birmingham“). Po sloučení NLM s národní KLM Royal Dutch Airlines byl tento stroj začleněn do nově vzniklé KLM Cityhopper. Dne 30. prosince 1995 byl odprodán mateřské firmě Fokker, která letoun vzápětí pronajala zpět KLM Cityhopper. Dopravci Air Ostrava byl pronajat od 7. června do 6. listopadu 1996 (OK-IEL). Dne 5. února 1997 se stal majetkem Transasian Air Australia, která jej obratem pronajala indonéské firmě Aircraft Financing and Trading Ltd. Následně byl provozován leteckým podnikem Merpati Nusantara Airlines (PK-MSW), kde létal do března 1998. Dalším majitelem se stala firma Caskett Trading Ltd, která stroj pronajala Air Mauritania (5T-CLH).
Druhý F.28 pronajatý Air Ostrava (OK-MEO) byl zalétán 28. prosince 1981 (11176, PH-EXU). Dne 16. července 1982 jej převzala NLM Cityhopper (PH-CHN), která tento letoun provozovala do 15. února 1996. Od 11. června do 5. listopadu létal ve zbarvení Air Ostrava, poté u Air Montenegro (YU-AOI) a následně u DDH Aviation Inc. (N800DH).
Oba letouny byly u Air Ostrava upraveny k přepravě osmdesáti cestujících v celoekonomické třídě na pravidelných linkách do Paříže, Manchesteru a Moskvy. Nájemci byly vráceny 8. listopadu 1996. Celkový nálet F.28-4000 u Air Ostrava činil 704 hodiny (OK-MEO) a 706 hodin (OK-IEL).

## Hlavní technické údaje
| Varianta                  | -1000                                               | -2000                                               | -4000                                               | -3000                                               |
| ------------------------- | --------------------------------------------------- | --------------------------------------------------- | --------------------------------------------------- | --------------------------------------------------- |
| Kapacita                  | 65                                                  | 79                                                  | 85                                                  | 65                                                  |
| Hold                      | 459 cu.ft / 13m³                                    | 559 cu.ft / 15,9m³                                  | 559 cu.ft / 15,9m³                                  | 459 cu.ft / 13 m³                                   |
| Délka                     | 89ft 10in /27.4m                                    | 97ft 2in / 29,6m                                    | 97ft 2in / 29,6m                                    | 89ft 10,7in / 27,4m                                 |
| Výška                     | 27ft 9,5in / 8,47m                                  | 27ft 9,5in / 8,47m                                  | 27ft 9,5in / 8,47m                                  | 27ft 9,5in / 8,47m                                  |
| Rozpětí                   | 77ft 4in / 23.6m                                    | 77ft 4in / 23.6m                                    | 82ft 3in / 25.07m                                   | 82ft 3in / 25.07m                                   |
| Šípovitost                | 822ft² / 76.4m², 16° sweep, 7.3:1 AR                | 822ft² / 76.4m², 16° sweep, 7.3:1 AR                | 850ft² / 79m², 16° sweep, 8:1 AR                    | 850ft² / 79m², 16° sweep, 8:1 AR                    |
| Max vzletová hmotnost     | 65 000lb / 29 480 kg                                | 65 000lb / 29 480 kg                                | 73 000lb / 33 110 kg                                | 73 000lb / 33 110 kg                                |
| Hmotnost prázdného stroje | 35 517lb / 16 144kg                                 | 36 953lb / 16 707kg                                 | 38 825lb / 17 611 kg                                | 37 139lb / 16 846kg                                 |
| Max užitečné zatížení     | 18 983lb / 8 629kg                                  | 17 547lb / 7 976kg                                  | 23 317lb / 10 556kg                                 | 19 003lb / 8 620kg                                  |
| Max paliva                | 2 869 Imp Gal / 13 040 l                            | 2 869 Imp Gal / 13 040 l                            | 2 869 Imp Gal / 13 040 l                            | 2 869 Imp Gal / 13 040 l                            |
| 2× dvouproudové motory    | Rolls-Royce Spey Mk 555-15                          | Rolls-Royce Spey Mk 555-15                          | RB.183 Mk 555-15H                                   | RB.183 Mk 555-15H                                   |
| Tah každého motoru        | 9 850lbf / 43,9kN                                   | 9 850lbf / 43,9kN                                   | 9 850lbf / 43,9kN                                   | 9 850lbf / 43,9kN                                   |
| Cestovní rychlost         | 458kn / 848km/h Max, 359kn / 666 km/h LR            | 458kn / 848km/h Max, 359kn / 666 km/h LR            | 436kn / 808km/h Max, 354kn / 656 km/h LR            | 436kn / 808km/h Max, 354kn / 656 km/h LR            |
| Spotřeba paliva           | 6 180lb/h / 2 800kg/h Max, 3 260lb/h / 1 480kg/h LR | 6 180lb/h / 2 800kg/h Max, 3 260lb/h / 1 480kg/h LR | 4 980lb/h / 2 260kg/h Max, 3 252lb/h / 1 475kg/h LR | 4 980lb/h / 2 260kg/h Max, 3 252lb/h / 1 475kg/h LR |
| Max dolet                 | 920nmi / 1 705km                                    | 920nmi / 1 705km                                    | 900nmi / 1 668km                                    | 1 550nmi / 2 872 km                                 |
| Vzlet (MTOW, ISA, SL)     | 5 500ft / 1 676m                                    | 5 500ft / 1 676m                                    | 5 500ft / 1 676m                                    | 5 500ft / 1 676m                                    |
| Přistání (MLW, SL)        | 3 540ft / 1 079m                                    | 3 540ft / 1 079m                                    | 3 495ft /1 065m                                     | 3 173ft / 967m                                      |
| Dostup                    | 35 000 ft (10 700 m)                                | 35 000 ft (10 700 m)                                | 35 000 ft (10 700 m)                                | 35 000 ft (10 700 m)                                |